# Seefestspiele Berlin
Die Seefestspiele Berlin hatten im Sommer 2011 mit Wolfgang Amadeus Mozarts Zauberflöte in einer Inszenierung von Katharina Thalbach ihre Premiere. Die Inszenierung wurde während der dreiwöchigen Festspieldauer von knapp 40.000 Menschen besucht.
Im Sommer 2012 wurde das Opernfestival mit George Bizets Carmen in einer Inszenierung von Volker Schlöndorff fortgesetzt.

## Veranstaltungsort
Spielort der Seefestspiele Berlin ist die Seebühne Wannsee.
Das Strandbad Wannsee im Bezirk Zehlendorf von Berlin ist das größte Binnenseebad Europas. Die Anlage wurde 1929/30 im Stil der Neuen Sachlichkeit von Martin Wagner und Richard Ermisch erbaut und steht heute unter Denkmalschutz. Anlässlich des 100-jährigen Jubiläums des Strandbads am 12. Mai 2007 wurde die Anlage zuletzt umfassend renoviert.

## Initiatoren
Peter Schwenkow gründete 1978 die Concert Concept Veranstaltungs GmbH, die 1998 in die Deutsche Entertainment AG überführt wurde. Seit 2006 ist er Mitglied des Berliner Abgeordnetenhauses (CDU).
Christoph Dammann ist Intendant der Seefestspiele Berlin. Zuvor war er Intendant der Kölner Oper und der portugiesischen Nationaloper.
Michael Mronz organisierte zahlreiche Sportgroßveranstaltungen. Mit seiner 1992 gegründeten Agentur MMP Veranstaltungs- und Vermarktungs GmbH arbeitet er in verschiedenen Bereichen.
Burghard Zahlmann ist Geschäftsführer der 1990 gegründeten Concertbüro Zahlmann GmbH in Berlin. Diese organisiert Konzerte, Tourneen und Veranstaltungen in Berlin und den neuen Bundesländern sowie in Bayern und Österreich.

## Kooperation mit dem Kultursender ARTE: TV-Casting Open Opera 2012
Für die Neuproduktion von Georges Bizets Carmen im Sommer 2012 suchen die Seefestspiele Berlin in Zusammenarbeit mit ARTE die Zweitbesetzung über das TV-Casting „Open Opera – Wer wird Carmen?“. Besetzt werden die Rollen der Carmen, der Micaëla, des Don José und des Escamillo. Die Show wird in Deutschland, Österreich, der Schweiz und Frankreich ausgestrahlt.

## Produktionen nach Jahren
| Jahr | Oper            | Komponist               | Regie              | Musikalische Leitung | Bühnenbild         | Kostümbild     |
| ---- | --------------- | ----------------------- | ------------------ | -------------------- | ------------------ | -------------- |
| 2011 | Die Zauberflöte | Wolfgang Amadeus Mozart | Katharina Thalbach | Judith Kubitz        | Momme Röhrbein     | Angelika Rieck |
| 2012 | Carmen          | Georges Bizet           | Volker Schlöndorff | Judith Kubitz        | Volker Hintermeier | Roy Spahn      |